# Terremoto de Bohol de 2013
El terremoto de Bohol de 2013 ocurrió a las 00:12 UTC (8:12 a. m. hora local) del 15 de octubre de 2013 en la isla provincia de Bohol en Filipinas. La magnitud fue de 7,2 en la escala de magnitud de momento y el epicentro se localizó a una profundidad de 30 kilómetros (19 millas), a 5 kilómetros (3,1 millas) al este de Balilihan y a 629 kilómetros (391 millas) de Manila, capital de las Filipinas. El sismo se sintió tan lejos como en Davao City, en la isla de Mindanao.
La Armada de Chile SHOA informó que el terremoto no provocaría un tsunami que afecte a la costa nacional. Sin embargo, la Agencia Meteorológica de Japón advirtió que había riesgos en las costas cercanas a las Filipinas. Los primeros informes dicen que hay varios edificios y casas particulares con graves daños estructurales, y no se reportaron muertes. Más tarde, se informó que al menos 20 personas murieron. Como medidas preliminares, escuelas y lugares de trabajo han sido evacuados en todas las zonas afectadas por el terremoto. Ha habido varias réplicas de una magnitud superior a 6,0.
Junio Pérez, periodista de DYAB Radyo Patrol 1512 Cebú, desde Cebú, dijo que el temblor se sintió durante treinta segundos.

## Réplicas
Ha habido por lo menos cuatro réplicas del terremoto: uno de magnitud 5,4, el 15 de octubre, a una profundidad de 87,8 kilómetros (54,6 millas), otro de magnitud 5,3, el mismo día, a una profundidad de 69,1 kilómetros (42,9 millas); otro de magnitud 5,0, a una profundidad de 20,7 kilómetros (12,9 millas); y otro de magnitud 5,2, a una profundidad de 22,6 km (14,0 millas).

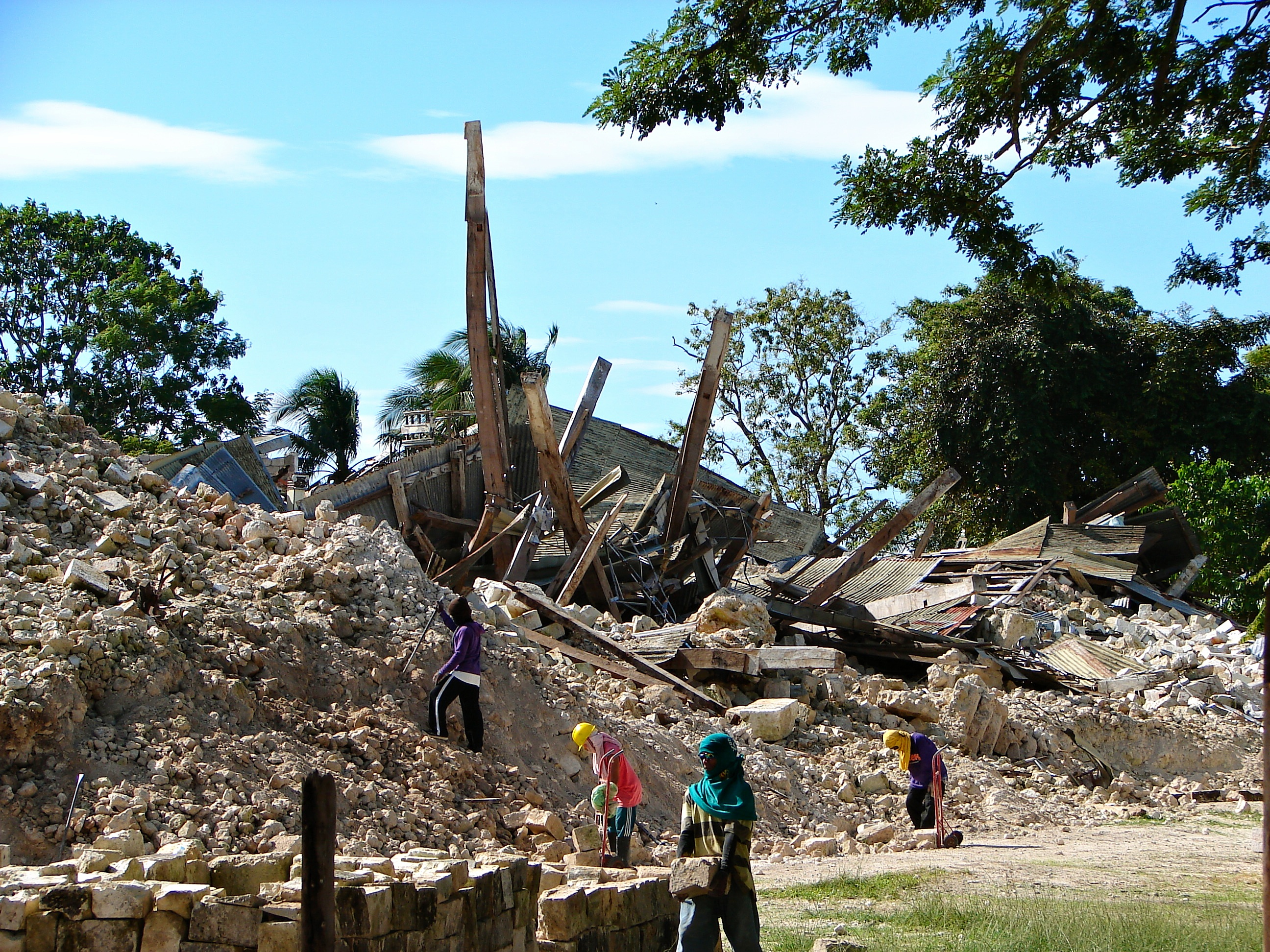
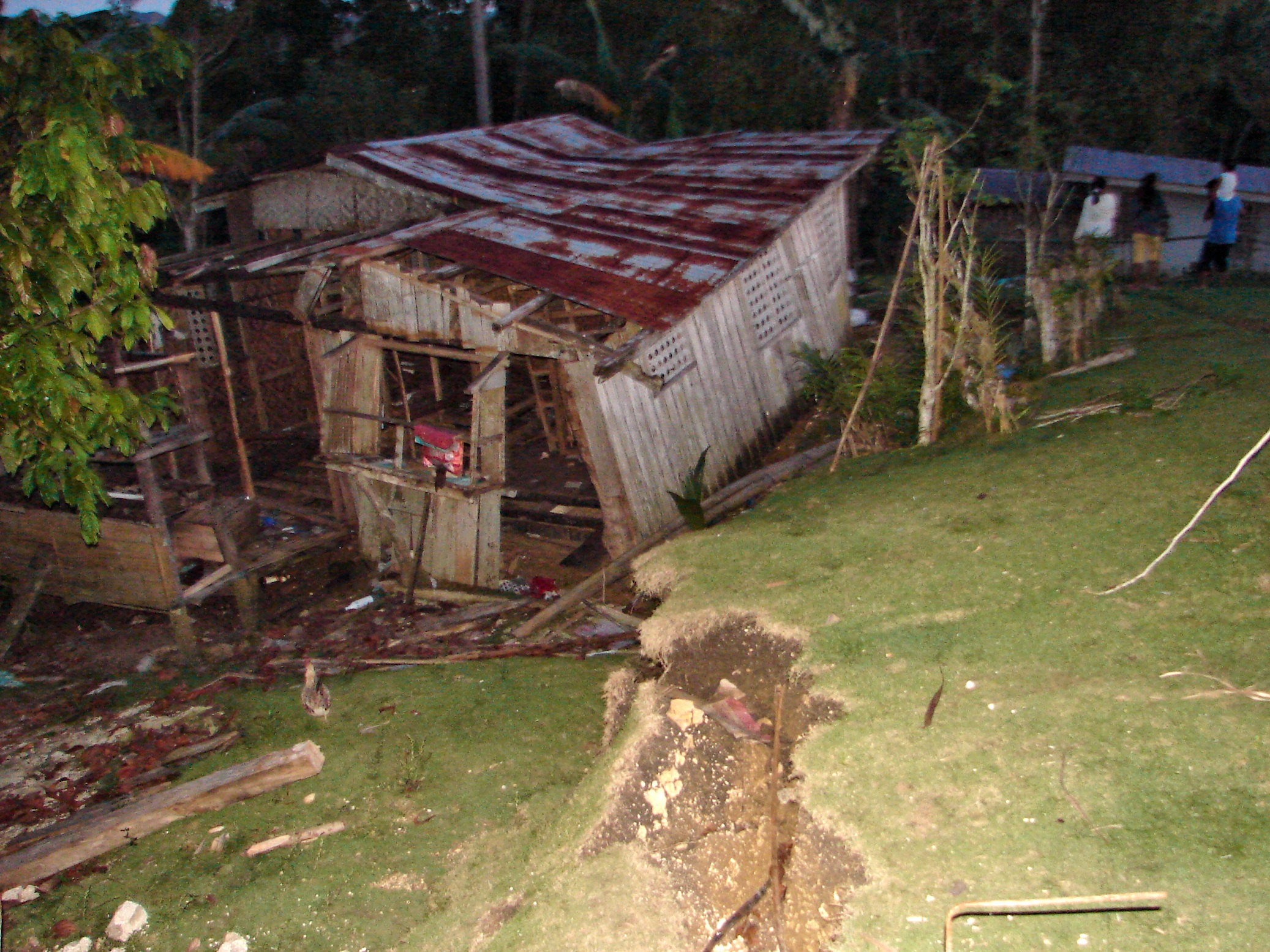
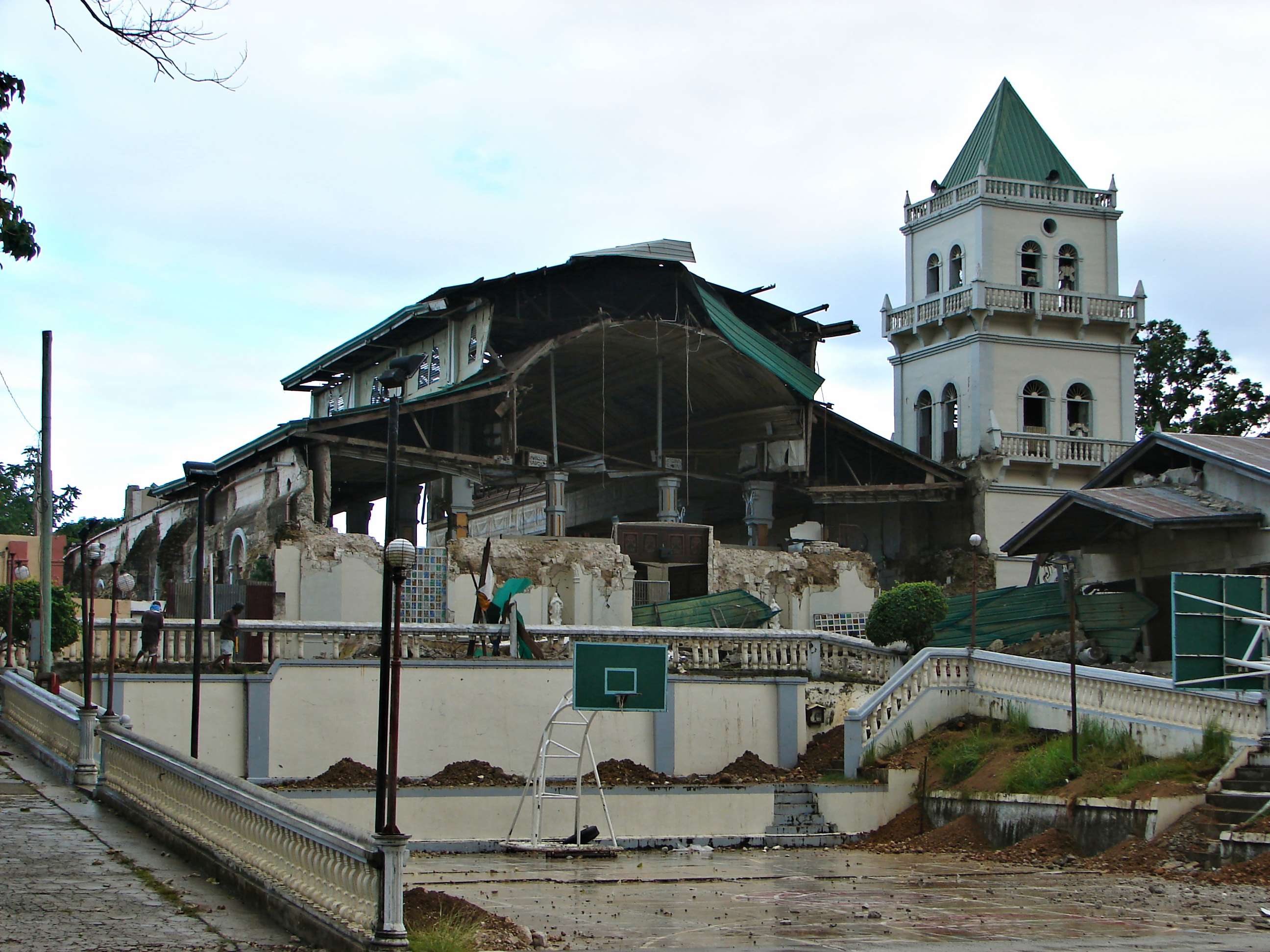
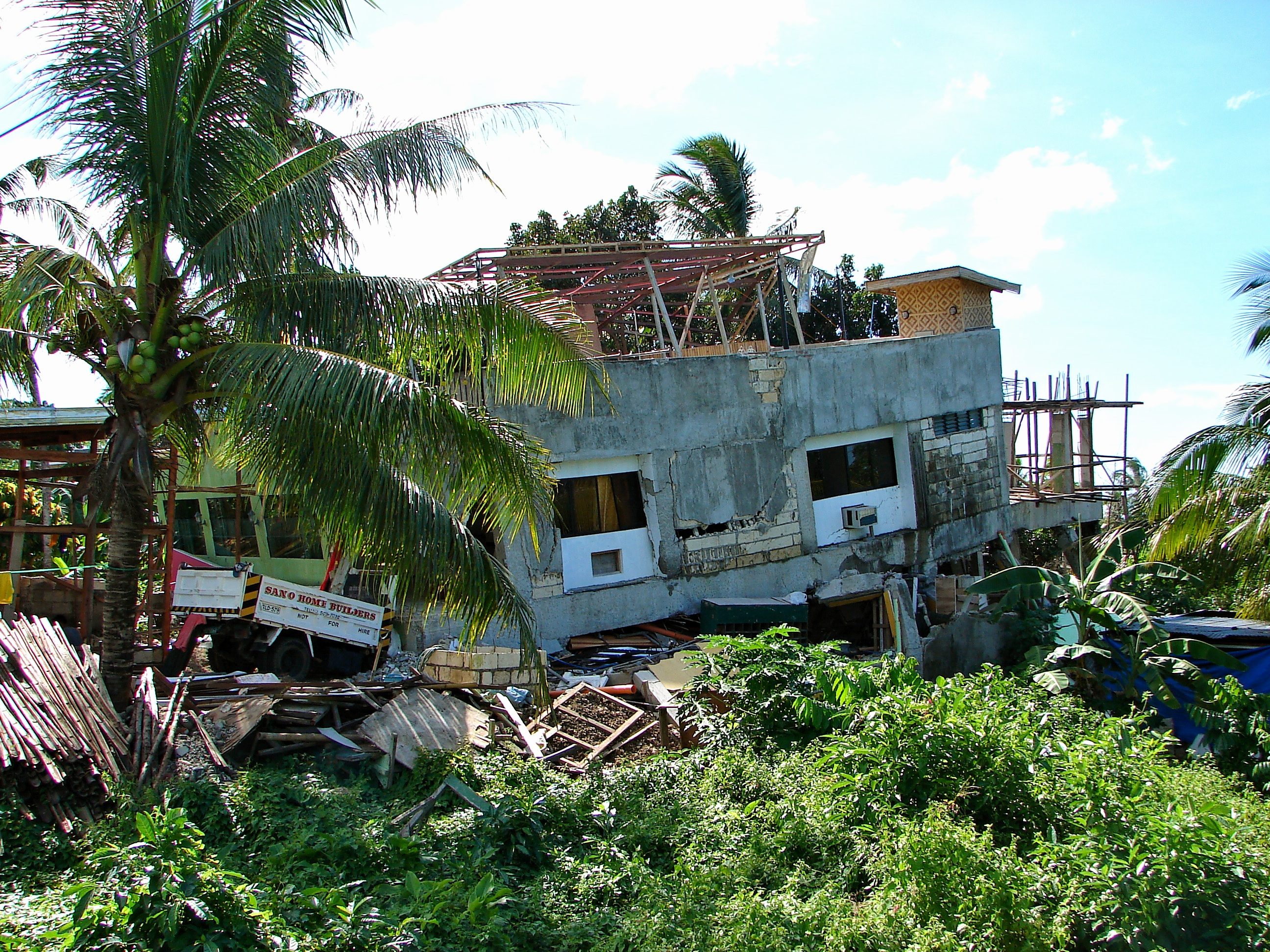